# Eddy Huntington
Edward "Eddy" Huntington, född 29 oktober 1965 i Peterlee, är en brittisk sångare och lärare.
Huntington var främst känd under 1980-talet i Europa och Sovjetunionen. Hans mest kända låt var "U.S.S.R." från 1986. Han lämnade musiken i början av 1990-talet och började arbeta som lärare i Storbritannien. Han uppträdde 2005 under "Discoteka '80s-konserterna" i Moskva och Sankt Petersburg. Andra som spelade där var Bonnie Tyler, Alphaville, Sabrina Salerno, Mike Mareen och Savage.

## Diskografi
Studioalbum
- 1989 – Bang Bang Baby

Samlingsalbum
- 2018 – Greatest Hits & Remixes

Singlar
- 1986 – "U.S.S.R."
- 1987 – "Up & Down"
- 1987 – "Meet My Friend"
- 1988 – "May Day"
- 1989 – "Shock In My Heart"
- 1989 – "Physical Attraction"
- 1989 – "Bang Bang Baby"
- 1990 – "Hey Señorita"
- 1997 – "Future Brain" / "The Devil Loves"
- 2009 – "Love for Russia"
- 2013 – "Rainy Day in May"
- 2017 – "Warsaw In The Night (Cinderella)"